# Brigatinib
Le brigatinib est un inhibiteur de l'ALK (« Anaplastic lymphoma kinase ») et du récepteur de l'EGF, utilisé dans le traitement de certains cancers.

## Mécanisme d'action
Il est actif contre l'ALK, même chez les formes mutées qui entraînent des résistances aux autres inhibiteurs dont le crizotinib. Il est également actif sur le récepteur de l'EGF dans ses formes mutantes, résistant à l'osimertinib.

## Efficacité
Dans le cancer bronchique non à petites cellules de type ALK+, résistant au crizotinib, il améliore le taux de survie sans progression de la maladie. Donné en première intention, il s'avère également être supérieur au crizotinib.